# Eupithecia expressaria
Eupithecia expressaria là một loài bướm đêm trong họ Geometridae.